# Mletački trgovac
Mletački trgovac (izvorno: The Merchant of Venice), drama engleskog književnika Williama Shakespearea, prvi put tiskana oko 1600. Napisana je nekoliko godina ranije. Uglavnom se ubraja u komedije zbog sličnosti s drugim Shakespeareovim romantičnim komedijama. Najpoznatija je po dramskim prizorima te Shylockovom i Portijinom govoru.

## Radnja
Antonio je bogati mletački trgovac kojeg je obuzelo melankolično raspoloženje. O tome govori prijatelju Bassaniju, venecijanskom mladiću plemenita roda. Bassanio pak želi oženiti bogatu nasljednicu Portiju, ali mu za odlazak u prošnju u grad Belmont nedostaje 3000 dukata te moli Antonija za pomoć. Antonio pristaje, ali mu ne može sam pozajmiti jer je uložio sav novac u trgovačke brodove koji su još uvijek na moru. Odlaze k škrtom Židovu Shylocku, kojem se Antonio ranije zamjerio komentarima o izrabljivanju i zelenaštvu. Omalovažavao je Shylocka i druge Židove zbog toga što posuđuju novac uz visoku kamatu te im potkopavao posao nudeći pozajmice bez kamata.
Antonio se odbija ispričati Shylocku, no ovaj svejedno nudi pozajmicu bez kamate. Sklapaju ugovor po kojem, u slučaju da se pozajmica ne vrati, Shylock ima pravo na jednu funtu (oko pola kilograma) Antonijevog mesa. Kasnije stižu vijesti o tome da je Antonio izgubio sve brodove u koje je uložio te postaje jasno da će morati Shylocku dati komad vlastitog tijela. Antonio odbija i slučaj završava pred sudom. Doznavši za to, Portia se preruši u odvjetnika i vješto obrani Antonija.
- Portia u prikazu engleskog slikara Henryja Woodsa 1888.
- Američka glumica Maxine Elliott, odjevena za ulogu Portije, 1901.
- Talijanski glumac Ermete Novelli u ulozi Shylocka početkom 20. st.
- Znamenita engleska glumica Ellen Terry kao Portia 1885.

## Popis likova
- Antonio – istaknuti venecijanski trgovac
- Bassanio – Antonijev prijatelj, Portijin prosac
- Gratiano (Graziano) – Antonijev i Bassanijev prijatelj, zaljubljen u Nerissu
- Lorenzo – Antonijev i Bassanijev prijatelj, zaljubljen u Jessicu
- Portia (Porzia) – bogata i mudra nasljednica
- Nerissa – Portijina pratiteljica, zaljubljena u Gratiana
- Balthazar – Portijin sluga
- Shylock – škrti Židov, Jessicin otac
- Jessica (Gessica) – Shylockova kći
- Tubal – Židov, Shylockov prijatelj
- Launcelot Gobbo – Shylockov sluga, kasnije Bassanijev sluga
- Stari Gobbo – slijepi Launcelotov otac
- Leonardo – Bassanijev rob
- Mletački dužd - predsjeda u sporu oko Shylockove obveznice
- Marokanski princ - Portijin prosac
- Aragonski princ – Portijin prosac
- Salarino i Solanio – Antonijevi i Bassanijevi prijatelji
- Salerio – glasnik iz Venecije
- Ostali sporedni likovi

## Izvedbe u Hrvatskoj
Predstava je u režiji Roberta Raponje igrala u Hrvatskom narodnom kazalištu u Osijeku. U glavnim ulogama su nastupili Davor Panić (Antonio), Boro Stjepanović (Shylock), Sandra Lončarić Tankosić (Portia) i Aleksandar Bogdanović (Bassanio). Uoči premijere u siječnju 2012., Glas Slavonije bilježi da je to prva izvedba Mletačkog trgovca na osječkoj pozornici nakon travnja 1923. Scenograf predstave Darko Petrović je osvojio Nagradu hrvatskog glumišta za najbolju kazališnu scenografiju.
Ruski redatelj Aleksandar Ogarjov je s ansamblom HNK Split postavio Mletačkog trgovca na otvorenoj lokaciji uz more, u području splitskog Oceanografskog instituta. Premijerno je izveden u sklopu festivala Splitsko ljeto 2016. Glavne uloge su tumačili Elvis Bošnjak (Antonio), Ozren Grabarić (Shylock), Goran Marković (Bassanio), Anastasija Jankovska (Portia). Ogarjov je zamislio Shylocka kao “običnog i nejakog čovjeka, kojemu je najveća slabost beskrajna ljubav prema svojoj kćeri”.